# Berlin 59
 (novembre 2017).
Berlin 56 Berlin 63
Berlin 59 (Ku'damm 59) est une mini-série allemande en trois parties de 90 minutes qui fait suite à la mini-série Berlin 56 créée par Annette Hess, et diffusée du 18 au 21 mars 2018 sur ZDF.
En France, elle a été diffusée les 16 et 23 mai 2019 sur la chaîne franco-allemande Arte. Elle reste inédite dans les autres pays francophones.

## Synopsis
La série présente la suite de l’histoire de la famille Schöllack à Berlin, où la mère et ses trois filles continuent de faire face au nouveau monde qui se présente et aux changements en cours. La mère est toujours propriétaire de l'école de danse de salon 'Galant' et reste en quête de succès et de respectabilité.

L'école de danse se situe sur l'avenue Kurfürstendamm qui donne son nom (par bérolinisme) au titre original de la mini-série allemande : Ku'damm 59.

## Distribution
- Sonja Gerhardt : Monika Schöllack
- Claudia Michelsen : Caterina Schöllack
- Maria Ehrich : Helga Schöllack / Helga von Boost
- Emilia Schüle : Eva Schöllack / Eva Fassbender
- Heino Ferch : Professeur Jürgen Fassbender
- Sabin Tambrea : Joachim Franck
- Trystan Pütter (de) : Freddy Donath
- August Wittgenstein : Wolfgang von Boost
- Laura de Boer : Ninette Rabe
- Uwe Ochsenknecht : Fritz Assmann
- Steve Windolf : Rudi Hauer
- Ulrich Noethen : Kurt Moser
- Andreas Pietschmann : Hans Liebknecht
- Markus Boysen (de) : Otto Franck
- Peter Weiss (de) : Junkers

## Galerie

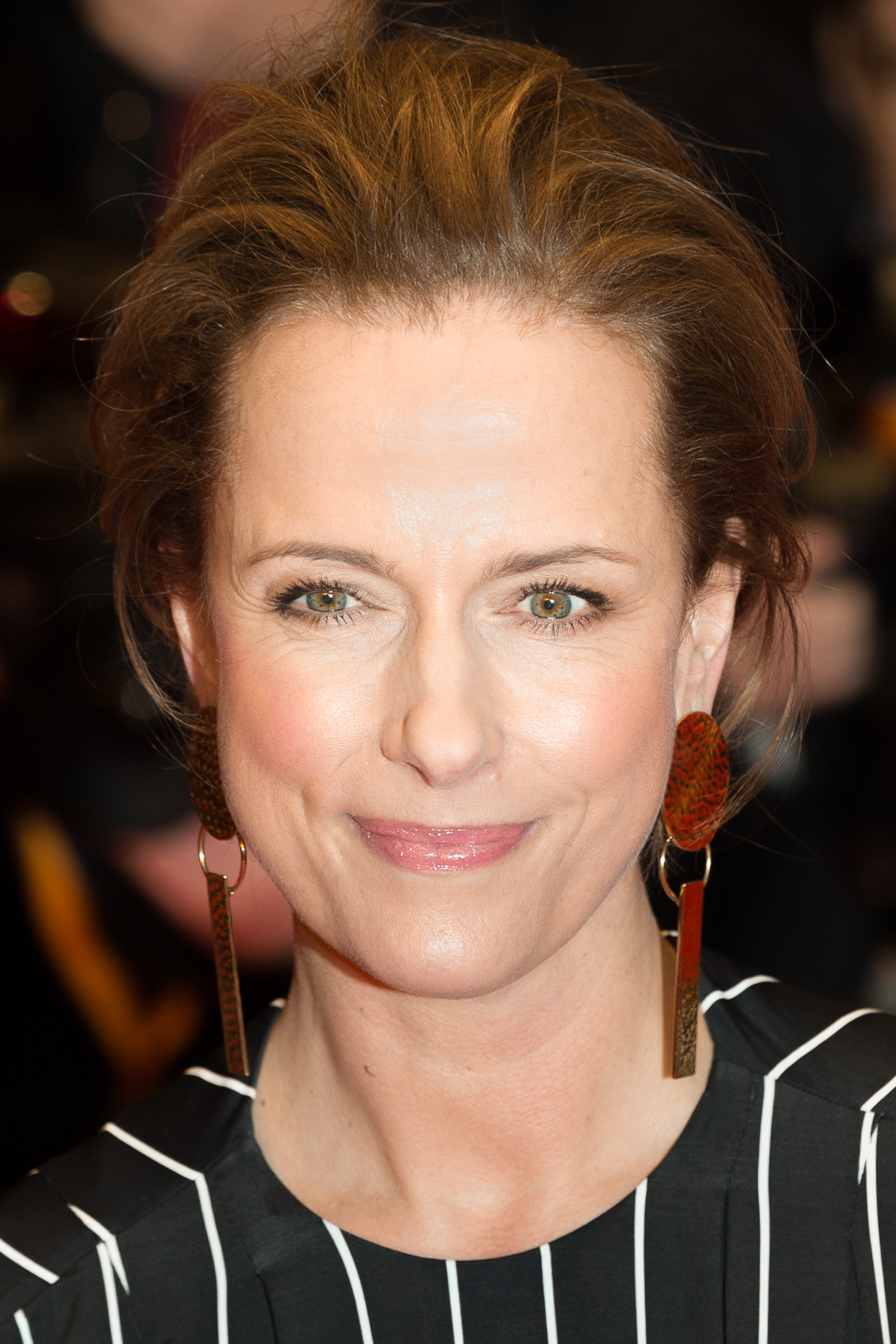
Claudia Michelsen : Catarina Schöllack
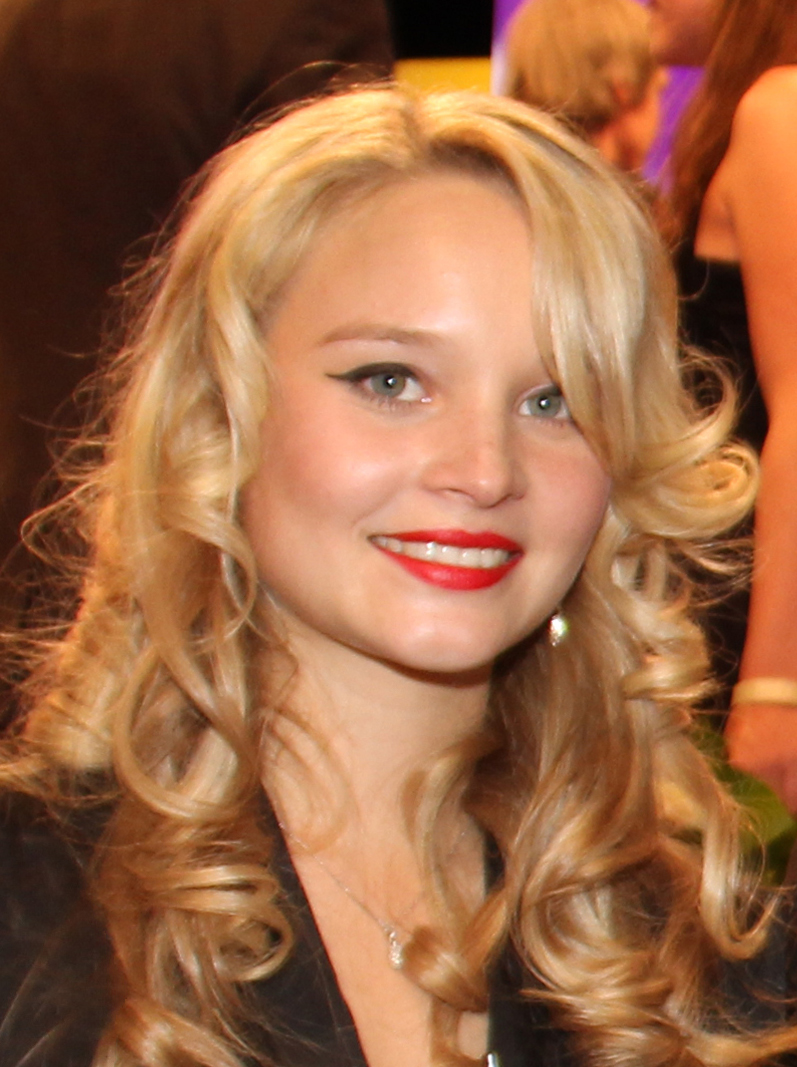
Sonja Gerhardt : Monika Schöllack
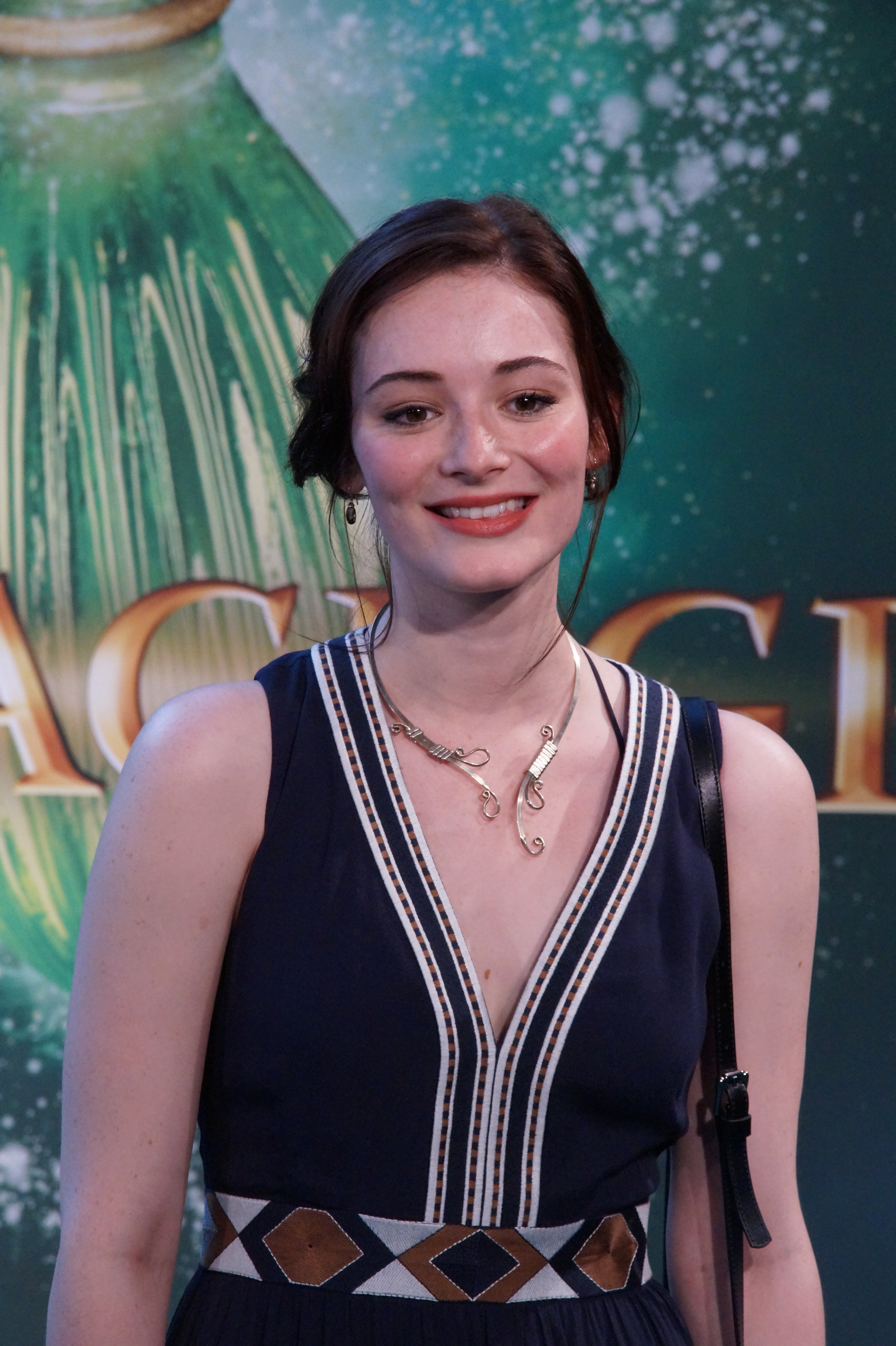
Maria Ehrich : Helga Schöllack
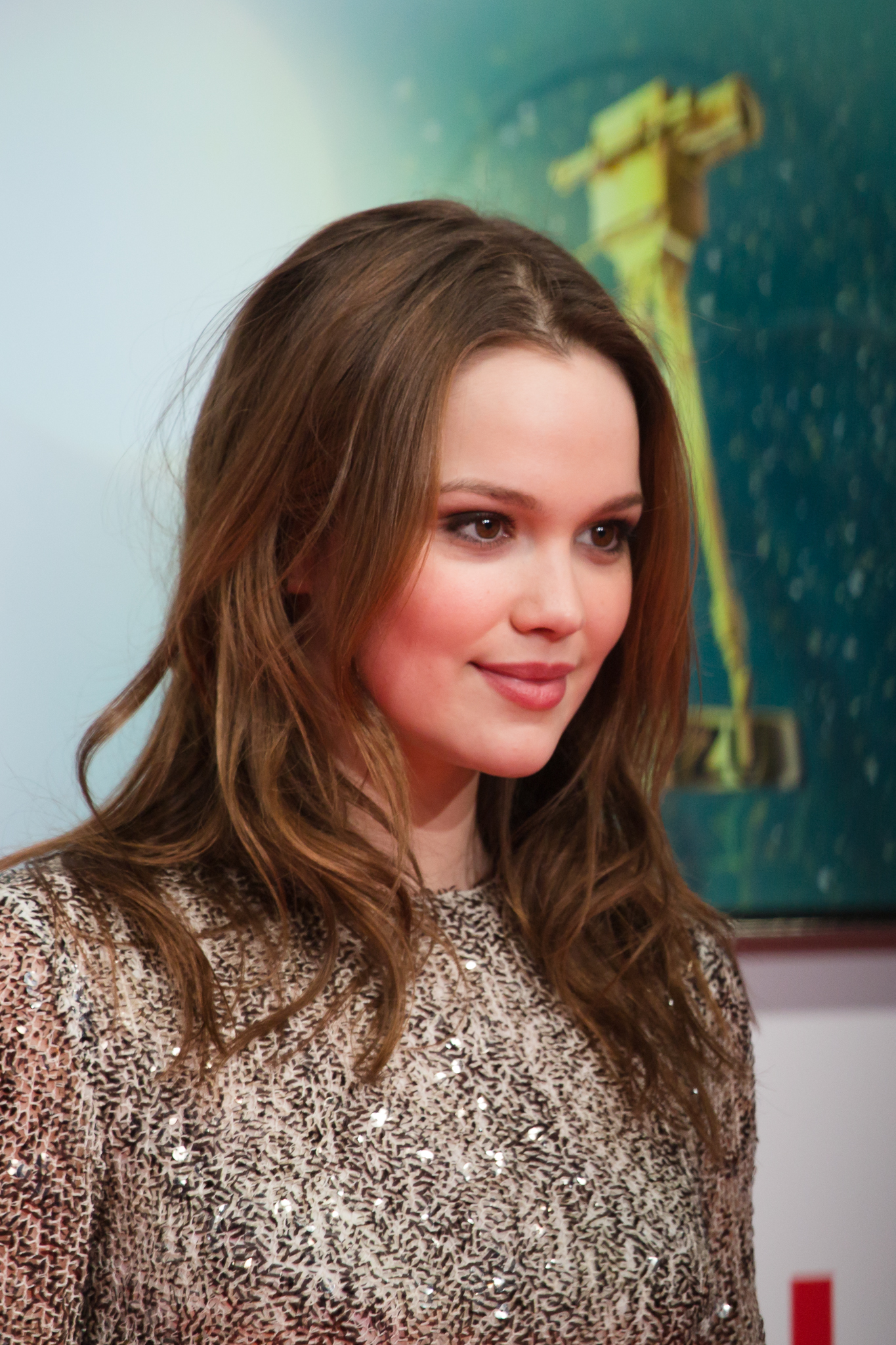
Emilia Schüle : Eva Schöllack
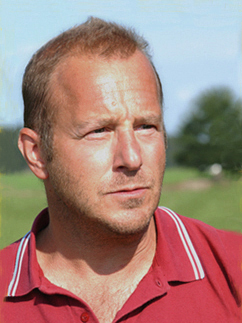
Heino Ferch : Professeur Fassbender